# Renate Rosbaud
Renate Rosbaud (* 7. Juli 1971 in Graz, Steiermark) ist eine österreichische Radio- und Fernsehmoderatorin.

## Leben
Rosbaud maturierte 1989 am BG/BRG Carnerigasse. Nach dem Abschluss ihres Germanistik- und Kunstgeschichtestudiums 1994 begann Rosbaud 1995 als freie Mitarbeiterin, Nachrichtenredakteurin und Reporterin beim ORF, genauer bei Radio Steiermark, zu arbeiten. Bekannt wurde sie als Redakteurin der regionalen Nachrichtensendung Steiermark heute für ihre Beiträge beim Grubenunglück von Lassing im Jahr 1998. Seit 2000 gestaltet sie Tier- und Naturdokumentationen sowie seit 2007 die Rubrik Bei Tier daheim. Rosbaud moderiert seit 2017 die Vorabendnachrichtensendung Steiermark heute.